# Satoru Iwata
Satoru Iwata (岩田 聡, Iwata Satoru, Sapporo, 6 de dezembro de 1959 – Quioto, 11 de julho de 2015) foi um programador e empresário japonês que atuou como o diretor executivo e quarto presidente da Nintendo de 2002 até sua morte. Ele é amplamente considerado por jogadores e especialistas como um dos grandes contribuintes na ampliação do público consumidor de jogos eletrônicos ao adotar uma estratégia de focar-se em jogos originais e divertidos em vez de equipamentos de alta tecnologia.
Iwata expressou interesse em jogos eletrônicos bem cedo em sua vida e criou seu primeiro jogo enquanto ainda estava na escola. Ele depois se formou no Instituto Tecnológico de Tóquio em ciência da computação, entrando na desenvolvedora HAL Laboratory em 1980 enquanto ainda cursava a universidade. Iwata trabalhou como programador durante seus primeiros anos na HAL e colaborou bem de perto com a Nintendo em vários projetos, produzindo seu primeiro jogo comercial em 1983. Dentre os títulos mais notáveis que ele contribuiu na HAL estão EarthBound e a série Kirby. Ele se tornou o presidente da empresa em 1993 por insistência de Hiroshi Yamauchi, então presidente da Nintendo, depois da HAL quase chegar na falência, tempos depois conseguindo restaurar sua estabilidade financeira. Nos anos, seguintes Iwata ajudou no desenvolvimento das séries Pokémon e Super Smash Bros., sendo contratado pela Nintendo em 2000 como chefe da divisão de planejamento e membro do conselho administrativo.
A Nintendo logo passou por um crescimento notável com o auxílio de Iwata, que acabou sucedendo Yamauchi como o presidente da empresa em maio de 2002. Sob seu comando, a Nintendo desenvolveu os consoles Nintendo DS e Wii, ajudando a companhia a alcançar sucesso financeiro. Iwata focou-se na expansão do público dos jogos eletrônicos para todas as idades e gêneros através de uma estratégia de negócios "Oceano Azul". A Nintendo alcançou lucros recordes em 2009 e ele foi nomeado como um dos maiores diretores executivos do mundo. Iwata depois expandiu sua estratégia ao definir uma linha de produtos de qualidade para o Wii, o que evoluiu para uma estratégia de negócios de dez anos a fim de criar produtos autônomos. Consoles posteriores como o Nintendo 3DS e o Wii U foram bem menos sucedidos, com os lucros da Nintendo caindo dois terços entre 2009 e 2012; a companhia operou em déficit pela primeira vez em trinta anos nesse período. Iwata voluntariamente cortou seu próprio salário pela metade em 2011 e 2014 como um gesto de desculpas. Depois de anos de relutância, ele finalmente direcionou uma parte do foco da Nintendo para o crescente mercado de jogos móveis, com uma parceria com a operadora DeNA sendo fechada em março de 2015. Iwata construiu uma relação forte com os fãs da Nintendo ao longo de toda sua carreira, tornando-se a imagem pública da empresa.
Iwata foi diagnosticado com um tumor em seu duto biliar em junho de 2014 durante exames de rotina. O tumor foi removido e Iwata voltou a trabalhar em outubro do mesmo ano, mas o problema retornou em 2015. Iwata faleceu aos 55 anos de idade devido a complicações de sua doença. Membros da indústria e fãs por todo o mundo expressaram tristeza sobre sua morte por meio de anúncios públicos e pelas redes sociais, com fãs estabelecendo memoriais temporários em sua homenagem. Iwata postumamente recebeu o Prêmio de Conjunto da Obra na Golden Joystick Award e Academy of Interactive Arts & Sciences, também recebendo diferentes tipos de homenagens dentro de jogos da Nintendo como Star Fox Zero e The Legend of Zelda: Breath of the Wild.

## Primeiros anos

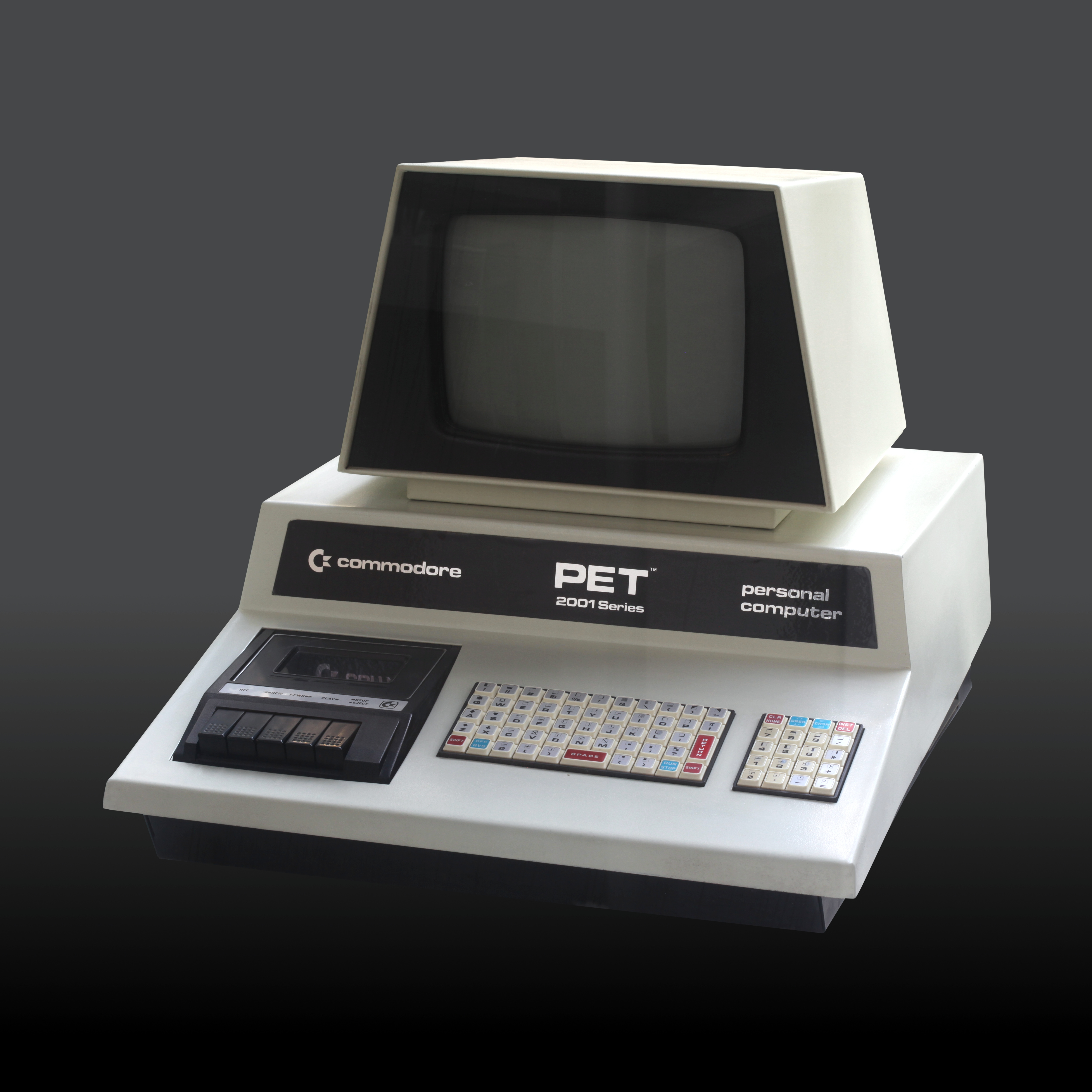
Um computador Commodore PET 2001, mesmo modelo que Iwata comprou e desmontou em 1978.

Satoru Iwata nasceu no dia 6 de dezembro de 1959 em Sapporo, Hokkaido, onde seu pai serviu como oficial do governo provincial. Iwata demonstrou habilidades de liderança em diversos momentos durante a escola através de serviços como presidente de classe, presidente do conselho estudantil e presidente de clubes de estudantes. Sua primeira experiência com computadores foi no ensino médio com um aparelho que usava linhas telefônicas. Iwata frequentemente viajava de metrô jogando um simples jogo numérico chamado Game 31, até tornar-se especialista. Ele comprou em 1974 um HP-65, sua primeira calculadora programável, com o dinheiro que tinha economizado de um trabalho como lavador de pratos e uma quantia adicional da mesada dada por seu pai. Iwata entrou no Colégio Hokkaido Sapporo Minami em abril de 1975 e logo começou a desenvolver seus próprios jogos. Os vários jogos numéricos simples que criou, com títulos como Volleyball e Missile Attack, faziam uso da calculadora eletrônica que compartilhava com seus colegas.
Iwata comprou em 1978 seu primeiro computador, um Commodore PET 2001. Ele desmontou e estudou a máquina por desejar entender como ela funcionava. Coincidentemente, esse aparelho tinha uma unidade central de processamento (MOS 6502) similar às usadas pela Nintendo em seu Nintendo Entertainment System, um console de jogos eletrônicos para qual mais tarde ele trabalharia desenvolvendo jogos. Iwata entrou no Instituto Tecnológico de Tóquio em abril de 1978 depois de terminar a escola, estudando ciência da computação. O professor de engenharia Tomohiko Uematsu percebeu a proficiência de Iwata com programação e afirmou que este podia programar mais rápido e mais eficientemente do que qualquer um de seus alunos.
Ele foi um de vários estagiários não remunerados na Commodore Japan, auxiliando o engenheiro chefe Yash Terakura com tarefas técnicas e de desenvolvimento de software. Um dos principais motivos pelos quais ele aceitou o trabalho foi para poder passar mais tempo com computadores e aprender os detalhes que não estavam disponíveis ao público. Terakura mais tarde seria o mentor de Iwata, ensinando-lhe sobre engenharia de hardware para suplementar seu extenso conhecimento já existente de softwares. Iwata e vários de seus amigos alugaram um apartamento em Akihabara e logo formaram um clube onde criavam e codificavam jogos. Os colegas de sala que viviam perto do apartamento chamavam o lugar de "Central de Jogo Iwata". Ele frequentemente mostrava seus jogos no departamento de computação da Seibu Department Stores, com um grupo de funcionários convidando-lhe, em 1980, para entrar em sua recém formada companhia, a HAL Laboratory.

## HAL Laboratory
Iwata começou a trabalhar na HAL Laboratory como um programador de meio período enquanto ainda cursava a universidade. Dentre suas primeiras criações estava um dispositivo periférico que permitia que computadores antigos exibissem gráficos de jogos eletrônicos. Com este aparelho, ele e outros membros da equipe da HAL criaram vários jogos que foram descritos como "cópias diretas de Rally-X, Galaxian e [outros] da Namco". Iwata entrou na companhia em período integral em 1982 depois de se formar, tornando-se o quinto funcionário e o único programador. Por volta da mesma época seu pai foi eleito prefeito de Muroran. Apesar de toda sua paixão, a família de Iwata não aprovava sua escolha de carreira e seu pai ficou sem falar com ele durante seis meses depois dele ter entrado na HAL.
Iwata se tornou o coordenador de produção de softwares em 1983, cargo em que ajudou a empresa a criar uma relação com a Nintendo para que pudessem produzir jogos para o recém-lançado Nintendo Entertainment System. Iwata viajou sozinho para Quioto a fim de pedir permissão para trabalhar em jogos para o console. Seu primeiro jogo lançado comercialmente foi Joust, uma conversão do arcade original. Outros títulos em que trabalhou incluem Balloon Fight, NES Open Tournament Golf, EarthBound e os jogos da série Kirby. A Nintendo originalmente tinha contatado várias outras desenvolvedoras para produzir Open Tournament Golf; entretanto, todas recusaram pois acreditavam que uma quantidade tão grande de dados não podia ser guardada dentro de um cartucho de NES. Iwata aproveitou a oportunidade e entrou no desenvolvimento. O trabalho mostrou-se particularmente desafiador já que ele precisou criar seu próprio método de compressão para que todo o conteúdo coubesse dentro do jogo.
Sua proficiência em programação rapidamente lhe colocou em alta estima entre colegas programadores e jogadores em geral. Ele frequentemente continuava a trabalhar durante finais de semana e feriados apenas por paixão. Com a HAL à beira da falência, Iwata acabou promovido a presidente da empresa por insistência de Hiroshi Yamauchi, então presidente da Nintendo e uma companhia de relação bem próxima da HAL. Iwata conseguiu com a ajuda da outra companhia reverter as dívidas de aproximadamente 1,5 milhão de ienes de HAL e estabilizar sua situação financeira em um período de seis anos. Ele não tinha nenhuma experiência prévia em administração ou negócios, se esforçando muito para aprender, várias vezes lendo livros sobre o assunto e procurando conselhos de outras pessoas.
Mesmo não sendo funcionário da Nintendo, Iwata criou um conjunto de ferramentas para ajudar na compressão dos gráficos empregados no desenvolvimento de Pokémon Gold & Silver, que foram lançados para o Game Boy Color em novembro de 1999. Ele atuou como intermediário entre a Game Freak e a Nintendo, também ajudando na programação de Pokémon Stadium para o Nintendo 64 ao ler os códigos originais de Pokémon Red & Green e converter seu sistema de batalha para o novo jogo em apenas uma semana. De acordo com Tsunekazu Ishihara, presidente da The Pokémon Company, Iwata foi importantíssimo para levar Pokémon ao ocidente. Ele desenvolveu um plano de localização depois de rever o código de Red e Green, algo que depois foi completado por Teruki Murakawa, com os lançamentos ocidentais ocorrendo dois anos após de seu lançamento japonês. Além disso, Iwata também auxiliou Masahiro Sakurai no desenvolvimento de Super Smash Bros. para o Nintendo 64.

## Nintendo

### Primeiros anos

Antigo logotipo da Nintendo usado na época em que Iwata se juntou à empresa.

Iwata assumiu em 2000 uma posição na Nintendo como chefe de sua divisão de planejamento corporativo e também recebeu um lugar no conselho de administração. Pelos dois anos seguintes ele procurou reduzir o custo e duração do desenvolvimento de jogos enquanto ao mesmo tempo preservava sua qualidade. A Nintendo viu aumentos no lucro de 20 e 41 por cento durante esses dois primeiros anos, valores que foram pelo menos parcialmente atribuídos ao seu trabalho. Quando Yamauchi, que fora presidente da empresa desde 1949, se aposentou em 24 de maio de 2002, Iwata foi escolhido com a benção do primeiro como o quarto presidente da história da Nintendo. Ele foi o primeiro presidente da companhia que não tinha relação de sangue ou casamento com a família Yamauchi desde sua fundação em 1889. Yamauchi deixou a empresa nas mãos de Iwata com um último desejo: "que a Nintendo de à luz a ideias totalmente novas e crie hardwares que reflitam este ideal. A que faça softwares que aderem a esse mesmo padrão". Iwata herdou uma companhia que promovia o individualismo, com uma política estabelecida por Yamauchi de criar novas posições de desenvolvimento se preciso. Entretanto, isso inibia uma colaboração eficiente entre certos departamentos.
A Nintendo ainda era uma empresa rentável na época de sua promoção, porém não estava com um desempenho tão bom quanto as outras fabricantes de console no mercado. O recém-lançado GameCube não estava vendendo bem quando comparado com seus dois principais competidores, o PlayStation 2 da Sony e o Xbox da Microsoft. Sua presidência veio no início na popularização dos jogos online e a Nintendo ainda não tinha entrado nesse mercado. Iwata adotou uma abordagem cautelosa sobre a questão, afirmando: "Não somos negativos com a ideia de irmos online. Nós simplesmente somos práticos". Ele também fomentou uma relação entre a Nintendo e a Capcom, o que melhorou o interesse pelo GameCube. Iwata comentou em 2002 que achava que a indústria dos jogos eletrônicos tinha ficado muito exclusiva, querendo portanto desenvolver hardwares e jogos que interessariam todos os tipos de jogadores ao invés de focar-se em gráficos de última geração.
Uma de suas primeiras ações como presidente foi se encontrar diretamente com os quarenta chefes de departamento e outros 150 funcionários. Isso contrastou fortemente com a prática de Yamauchi de raramente se encontrar com seus empregados e de geralmente só ter um único discurso anual. Shigeru Miyamoto descreveu a antiga atmosfera de negócios como "abafada" e afirmou que Iwata "melhorou a ventilação". O novo presidente estava bem ciente de que sua posição não garantiria a complacência de seus funcionários e assim procurou comunicar-se com eles em nível pessoal. Se os empregados discordavam de sua visão, ele sugeria que seguissem sua própria ideia, afirmando que "criadores só melhoram ao assumirem riscos". Junto com o aumento da interação, ele também trouxe mais dados e ciência para o aspecto de negócios da companhia. Enquanto Yamauchi tomava decisões baseado em sua intuição e experiência, Iwata trazia hipóteses baseadas em dados a fim de transmitir sua posição. Ele promoveu Miyamoto, Genyo Takeda, Yoshihiro Mori e Shinji Hatano para os cargos de diretores representativos no conselho de administração, igualando sua própria posição.

### Revitalização
Iwata destacou certa urgência no mercado de jogos eletrônicos durante sua palestra na Tokyo Game Show de 2003. No discurso, ele refletiu sobre a história da indústria e concluiu dizendo que o interesse em jogos estava caindo. Uma crise no mercado japonês tinha começado no final da década de 1990 e continuou no início da de 2000. A competição entre a Nintendo e a Sony resultou em consoles com hardware cada vez maior; todavia, o Nintendo 64 mostrou-se muito complicado para os desenvolvedores e os softwares sofreram severamente. A Nintendo concluiu ao final de uma análise de um ano encomendada por Iwata de que centrar-se em hardwares não era a maneira mais eficiente de promover jogos eletrônicos, decidindo alterar seu foco para softwares. Uma grande reorganização interna ocorreu em 2004, com Iwata consolidando vários departamentos formados por Yamauchi. Ele procurou promover o trabalho colaborativo por toda companhia. Iwata no ano seguinte estabeleceu um "Projeto de Expansão de Usuário" em que os funcionários normalmente não associados com o desenvolvimento de jogos poderiam contribuir com suas ideias para novos títulos.
Ele afirmou em março de 2004 que os "jogos chegaram no fim da linha". Iwata novamente comentou que os desenvolvedores tinham gasto muito tempo focando-se nos jogadores hardcore e não seriam mais capazes de ter lucro caso não atendessem ao jogador casual. Além disso, ele desejava mostrar que a Nintendo, empresa considerada "conservadora" na época, poderia se tornar uma inovadora de vanguarda no entretenimento. Iwata articulou uma estratégia "Oceano Azul" para ajudar a Nintendo a competir de forma bem sucedida com as outras fabricantes de console, uma estratégia que envolvia a criação de um novo mercado sem nenhuma espécie de competição para disputar espaço. Em vez de escolher competir contra a Sony e a Microsoft nas especificações técnicas dos consoles, ele se inspirou em suas experiências passadas como desenvolvedor para produzir jogos e hardware novos e que fossem essencialmente divertidos.

#### Nintendo DS
Iwata ajudou a liderar uma revitalização nos negócios de consoles portáteis da Nintendo ao realizar a transição do Game Boy Advance para o Nintendo DS, que possuía um fator de forma único e a inclusão de uma tela sensível que permitia jogos originais e inovadores. A ideia de usar duas telas em um único aparelho veio de Yamauchi antes de sua aposentadoria, enquanto Miyamoto sugeriu o uso de uma tela sensível. Este subsequentemente encabeçou o desenvolvimento do console e seus protótipos. O DS mostrou-se um sistema extremamente rentável e tornou-se o segundo console de jogos eletrônicos mais vendido de todos os tempos com mais de 154 milhões de unidades, incluindo suas iterações subsequentes vendidas a partir de setembro de 2014. Iwata se encontrou com o doutor Ryuta Kawashima em junho de 2004 sobre um jogo que poderia ser atrativo para não-jogadores. Esse projeto posteriormente tornaria-se Brain Age: Train Your Brain in Minutes a Day!, lançado em maio de 2005. Ele supervisionou pessoalmente o desenvolvimento da série Brain Age, até mesmo pouco antes de uma aparição pública no dia do lançamento do DS em 2 de dezembro de 2004. Miyamoto apoiou o trabalho de Iwata com a série e enviou um de seus pupilos, Kouichi Kawamoto, para auxiliá-lo na produção do jogo. A série Brain Age é parcialmente creditada com o lançamento da popularidade do DS, mesmo não tendo sido um sucesso inicial, com a série como um todo vendendo mais de trinta milhões de cópias até dezembro de 2008.
Iterações subsequentes do DS, o DS Lite e DSi, também tiveram vendas positivas. O DS Lite melhorou o aparelho original, possuindo telas mais brilhantes e um desenho mais fino seguindo as exigências dos consumidores. O DS Lite foi lançado no Japão em março de 2006 e no resto do mundo três meses depois, chegando a vender quase 94 milhões de unidades. As estatísticas mostraram que os lares frequentemente compartilhavam um único DS, com Iwata procurando expandir isso de um por casa para um por pessoa. A terceira iteração do console o DSi incorporava essa ideia, com o "i" representando uma única pessoa. Iwata estava confiante que o DSi venderia bem, especialmente na Europa, apesar das preocupações que o mercado já estava saturado com o DS e DS Lite. O DSi construiu sobre o sucesso do DS Lite ao da mesma forma seguir as demandas do consumidor. Além de ser ainda mais fino, o aparelho tinha duas câmeras, apoio para cartão SD, um leitor de áudio e o "Nintendo DSi Shop". A relativa rápida sucessão entre o DS Lite e o DSi quebrou o padrão convencional para lançamentos de console, com cada um sendo lançado aproximadamente dezoito meses um do outro ao invés de cinco anos. Iwata viu a gradual queda de preços no ciclo de cinco anos como uma maneira indireta de dizer ao consumidor para esperar antes de comprar produtos e uma punição para aqueles que tinham comprado na estreia. Ele desejava aliviar essa questão com rápidos lançamentos.

#### Wii
Discussões entre Iwata, Miyamoto e Takeda sobre um novo console de mesa começaram em 2003. Encorajado por Yamauchi, Iwata promoveu o desenvolvimento de um produto revolucionário que acabaria se tornando o Wii. Ele subsequentemente colocou Takeda no projeto, "lhe dizendo para sair do roteiro tecnológico". A premissa geral era de que "a mamãe tem que gostar". Iwata desafiou os engenheiros durante o processo de desenvolvimento do console para que o Wii não fosse mais grosso do que três caixas de DVD empilhadas, um feito que no final conseguiram realizar. Takeda e sua equipe focaram-se na redução do consumo de energia enquanto mantinham ou melhoravam os níveis de desempenho mostrados no GameCube. Além do hardware interno projetado pelos engenheiros da Nintendo, Iwata propôs que o console abandonasse o controle típico para que a jogabilidade fosse mais acessível para todos. Miyamoto assumiu a liderança do desenvolvimento de um novo controle enquanto a equipe de Takeda providenciou os componentes internos. Este encontrou o sensor CMOS que posteriormente seria o aspecto central do controle depois de seis meses e dúzias de protótipos abandonados. Com a adição de acelerômetros, eles foram capazes de produzir controles de movimento.
O projeto inicialmente recebeu o codinome "Revolution" durante a E3 de 2004, seguindo o objetivo de Iwata de criar uma revolução nos jogos, e foi publicamente revelado como o Wii na E3 do ano seguinte com Iwata segurando-o sobre sua cabeça para enfatizar seu tamanho pequeno e pouco peso. A revelação de seu controle Wii Remote foi segurada até a Tokyo Game Show em setembro de 2005. Iwata discursou na conferência mantendo sua posição pelo crescimento do mercado de jogos, porém também enfatizou a necessidade de deixar os controles menos complicados. O desenho de controle remoto parcialmente veio do desejo de Iwata de ter um aparelho que fosse "imediatamente acessível" a todos. Ele também insistiu que o Wii Remote fosse chamado apenas de "remoto" ao invés de controle a fim de enfatizar sua acessibilidade.
O Wii acabou popularizando o uso de controle de movimento em jogos eletrônicos e mostrou-se altamente bem sucedido para a Nintendo, ajudando a quase dobrar o preço das ações da empresa. O Wii se inseriu no mercado dos jogadores casuais, marcando "um momento de grande avanço na história dos jogos eletrônicos": um novo gênero de jogos foi estabelecido para o mercado familiar. Foi dito que a experiência anterior de Iwata como programador, uma raridade para diretores executivos tecnológicos, ajudou a contribuir para o sucesso de sua liderança na companhia. A Nintendo viu recordes de vendas e lucros ao final do ano fiscal de 2009, respectivamente 1,8 trilhões e 279 bilhões de ienes. Devido a seu sucesso, Iwata foi incluído pela revista Barron's na sua lista dos trinta maiores diretores executivos do mundo de 2007 a 2009.

#### Qualidade de vida

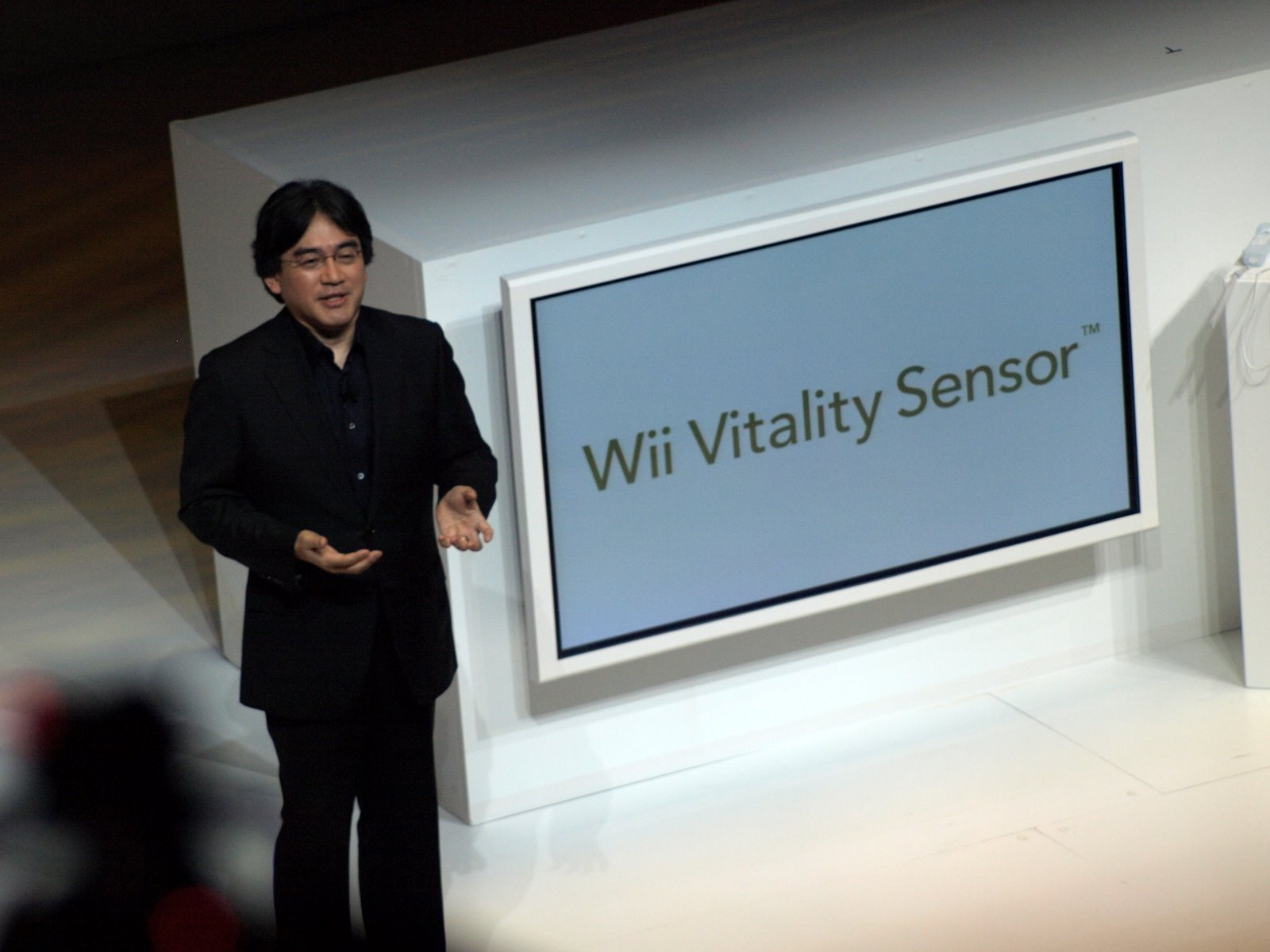
Iwata apresentando o Wii Vitality Sensor na E3 de 2009.

Iwata, desde a introdução do Wii em 2006, colocou um foco no desenvolvimento de produtos que melhoravam a qualidade de vida. A série Wii Fit, conceitualizada por Miyamoto, foi a epítome desse movimento. Iwata revelou, na E3 de 2009, o desenvolvimento de um produto adicional ao Wii: o Wii Vitality Sensor. O aparelho media as funções dos nervos autonômicos, principalmente pulsação arterial, e incorporava os dados obtidos em produtos de relaxamento. Iwata viu o aparelho como uma continuação da estratégia "Oceano Azul". Ele indicou que o mercado de controle de movimento estava se transformando em um "oceano vermelho", em que muitas companhias iriam saturar o mercado e restringir os lucros. O Vitality Sensor foi desenvolvido com as esperanças de providenciar um modo original de interagir com jogos eletrônicos e continuar a história da Nintendo de inovação. Entretanto, os testes do protótipo renderam resultados abaixo do esperado e em 2013 a Nintendo adiou indefinidamente o lançamento do produto.
Ele revelou em janeiro de 2014 uma estratégia de dez anos para a companhia baseada em produtos de qualidade de vida. O alvo era um novo mercado fora dos jogos eletrônicos. O primeiro aparelho nessa iniciativa foi desenvolvido em parceria com o doutor Yasuyoshi Watanabe e a ResMed e era um sensor de fatiga e falta de sono que foi anunciado em outubro de 2014. Diferentemente do Vitality Sensor, este novo sensor era um produto autônomo que não precisava ser usado. Analistas questionaram se a Nintendo continuaria com a iniciativa de qualidade de vida após a morte de Iwata em julho de 2015. Apesar dos planos de lançá-lo nos Estados Unidos em março de 2016, alguns sugeriram que o produto seria temporariamente arquivado, enquanto outros acreditavam que ele seria adiado indefinidamente como o Vitality Sensor. O aparelho foi formalmente tirado de linha em fevereiro de 2016; porém, Tatsumi Kimishima, o sucessor de Iwata, afirmou que pesquisas sobre produtos de qualidade de vida continuariam em andamento.

### Declínio financeiro
| Desempenho fiscal da Nintendo                                               | Desempenho fiscal da Nintendo | Desempenho fiscal da Nintendo | Desempenho fiscal da Nintendo | Desempenho fiscal da Nintendo |
| --------------------------------------------------------------------------- | ----------------------------- | ----------------------------- | ----------------------------- | ----------------------------- |
| Ano fiscal                                                                  |                               |                               | Vendas                        |                               |
| 2005–2006                                                                   | 2005–2006                     |                               | 508.827                       | 508.827                       |
| 2006–2007                                                                   | 2006–2007                     |                               | 966.534                       | 966.534                       |
| 2007–2008                                                                   | 2007–2008                     |                               | 1.672.423                     | 1.672.423                     |
| 2008–2009                                                                   | 2008–2009                     |                               | 1.838.622                     | 1.838.622                     |
| 2009–2010                                                                   | 2009–2010                     |                               | 1.182.177                     | 1.182.177                     |
| 2010–2011                                                                   | 2010–2011                     |                               | 1.014.345                     | 1.014.345                     |
| 2011–2012                                                                   | 2011–2012                     |                               | 647.652                       | 647.652                       |
| 2012–2013                                                                   | 2012–2013                     |                               | 635.422                       | 635.422                       |
| 2013–2014                                                                   | 2013–2014                     |                               | 571.726                       | 571.726                       |
| 2014–2015                                                                   | 2014–2015                     |                               | 549.780                       | 549.780                       |
| Valores em milhões de ienes (¥) Nota: Verde indica lucro e vermelho déficit |                               |                               |                               |                               |

Os hardwares subsequentes durante o mandato de Iwata, incluindo o Nintendo 3DS e Wii U, não foram tão bem sucedidos quanto o DS e o Wii, com as finanças da Nintendo entrando em declínio a partir de 2010. Iwata afirmou durante o desenvolvimento do 3DS, um console portátil com 3D estereoscópico, que seu passado em tecnologia ajudava manter os engenheiros da Nintendo na linha. Esperava-se que o sucessor do DS revigorasse a empresa depois dos lucros terem começado a cair. Entretanto, as vendas fracas do 3DS ao ser lançado derrubaram as ações da empresa em doze por cento em 29 de julho de 2011. As vendas abaixo do esperado fizeram com que o preço do console fosse baixado de 270 para 170 dólares. As vendas do 3DS continuaram abaixo do esperado. Iwata mais tarde admitiu em 2014 que ele tinha lido mal o mercado e não levou em conta apropriadamente as mudanças no estilo de vida desde o lançamento do Wii.
O Wii U foi lançado em novembro de 2012 e foi vendido abaixo de seus custos de produção pois a Nintendo esperava vendas mais fortes para aliviar suas perdas. A adição de gráficos em alta definição, algo ausente no Wii original, colocou uma tensão inesperada sobre as equipes de desenvolvimento e levou a adiamentos de softwares. Para piorar a frustração dos consumidores estava o desinteresse de Iwata em seus competidores, Sony e Microsoft, ambas as quais passaram por questões similares durante os lançamentos do PlayStation 3 e Xbox 360. Paul Tassi da revista Forbes afirmou que a Nintendo poderia ter lidado com a mudança mais eficientemente ao aprender com as lições da transição da Sony e Microsoft para a alta definição. O console falhou em alcançar as expectativas de venda e tornou-se a plataforma Nintendo de venda mais lenta na história, com 9,5 milhões de unidades vendidas até junho de 2015. Miyamoto atribuiu as vendas ruins ao mal-entendido dentre o público quanto ao conceito e funcionalidade do console. O próprio Iwata admitiu que o Wii U foi um fracasso como sucessor do Wii, com os jogos sendo incapazes de demonstrar grande originalidade no novo console. Os fracassos seguidos do 3DS e Wii U fez com que Mitsushige Akino da Ichiyoshi Asset Management Co. sugerisse que Iwata deveria renunciar de seu cargo de presidente.
As vendas gerais da Nintendo caíram de seu máximo 1,8 trilhões de ienes em 2009 para 549 bilhões em 2015 (18,7 bilhões para 4,6 bilhões de dólares). O lucro líquido da empresa ficou em déficit entre 2012 e 2014. A Nintendo revelou em 2010 que Iwata tinha recebido um salário modesto de 68 milhões de ienes (770 mil dólares), que aumentou para 187 milhões (US$ 2,11 milhões) com bônus de performance. Em comparação, Miyamoto recebeu cem milhões de ienes (US$ 1,13 milhões). Iwata voluntariamente cortou seu salário pela metade em 2011 e 2014 como gesto de desculpas pelas baixas vendas enquanto outros membros do conselho administrativo tiveram cortes de vinte a trinta por cento. Isso também foi feito para garantir a segurança do emprego dos funcionários da Nintendo, impedindo que os trabalhadores fossem dispensados a fim de melhorar as finanças a curto prazo. A companhia passou por seu primeiro período de déficit em 2012 desde que entrou no mercado de jogos eletrônicos trinta anos antes. Perdas continuaram pelos dois anos seguintes até a empresa voltar a gerar lucros ao término do ano fiscal de 2015. A pequena reviravolta foi atribuída em boa parte aos jogos de grande sucesso Pokémon Omega Ruby & Alpha Sapphire e Super Smash Bros. for Nintendo 3DS e Wii U.
Iwata assumiu em junho de 2013 a função adicional de diretor executivo da Nintendo of America. Uma de suas primeiras mudanças foi decidir não realizar grandes conferências na E3, mas sim realizar eventos menores específicos para certos demográficos. Iwata esboçou uma ideia enquanto viajava para Tóquio no meio de 2013 para uma série de brinquedos que poderiam interagir com os jogos da Nintendo. Esse conceito logo se desenvolveu para a linha de bonecos Amiibo, que foi lançada menos de um ano depois. Ela mostrou-se um enorme sucesso, com mais de seis milhões de unidades vendidas em apenas um mês. As vendas combinadas até março de 2016 dos bonecos e cartões – produto este lançado ainda em 2015 – passaram de 64 milhões de unidades, mostrando-se financeiramente benéficas para a Nintendo em todas as plataformas.

### Jogos portáteis
O sucesso da App Store da Apple no início de 2010 criou uma preocupação dentre as desenvolvedoras de jogos de que o meio estava se direcionando para celulares. Iwata reconheceu em julho a competição vinda da Apple e a considerou o "inimigo do futuro". Entretanto, em uma entrevista realizada no ano seguinte, ele parecia completamente contra a ideia da Nintendo entrar no mercado de jogos móveis, afirmando que a companhia iria "deixar de ser a Nintendo" se fizesse isso. Iwata explicou que faltaria integridade sobre qualidade ao mercado de jogos para celulares em um esforço para se ter lucros. Uma lenta mudança nessa opinião ocorreu ao longo dos anos seguintes enquanto o mercado móvel gradualmente crescia. Iwata reconheceu em 2012 que os aparelhos celulares mostravam-se competidores significantes, porém estava confiante nas habilidades de sua empresa. Ele afirmou em uma mensagem aos acionistas da Nintendo em março de 2014 que acreditava que "terminou a era quando as pessoas jogam todos os tipos de jogos apenas em consoles dedicados a jogos". Iwata citou a conveniência dos celulares para entretenimento rápido e capacidades expansivas sobre um software de console portátil. Surgiram críticas sobre sua contínua teimosia em entrar no mercado de jogos para celulares, com analistas e investidores pedindo várias vezes para que ele mudasse sua visão. Yoshihisa Toyosaki, presidente da Architect Grand Design Inc., chegou a afirmar que a "Nintendo está fora de sincronia", referindo-se ao histórico da companhia de ignorar opiniões externas. Isso acabou influenciado negativamente as finanças e popularidade da Nintendo até certo ponto.
Iwata finalmente colocou parte do foco da Nintendo no crescente mercado de jogos para celulares em março de 2015, criando uma parceria com a operadora japonesa DeNA para publicar títulos já que as vendas de consoles tradicionais não estavam mais sendo o suficiente. Isso veio em grande contraste com o modelo de negócios anterior da empresa de focar-se em jogos exclusivos de consoles a fim de promover a compra de suas próprias plataformas. Iwata enfatizou que a Nintendo utilizaria suas propriedades intelectuais em jogos móveis sem comprometer a integridade destas. Ele também salientou que o principal objetivo era alcançar o maior número possível de pessoas e não quais opções geravam mais dinheiro, similar a ideia por trás do Wii. Depois do estabelecimento da parceria com a DeNA, Iwata reiterou sua posição que os jogos para celulares comuns do tipo grátis para jogar, que ele chamou de "grátis para começar", ameaçavam o futuro da qualidade dos jogos. Ele considerou o modelo datado e não muito bom para desenvolvimento, apesar de reconhecer que a prática era um meio viável de promover títulos a curto prazo. Iwata também enfatizou que o modelo de negócios de jogos portáveis não encaixavam-se com os valores da Nintendo e não poderiam servir de base para uma "duradoura relação com os consumidores".
Iwata supervisionou o desenvolvimento do Nintendo Switch, o sucessor do Wii U e um híbrido entre console de mesa e portátil, desde o começo do projeto até os últimos meses de sua vida, servindo como seu desenvolvedor chefe. Miyamoto comentou em 2017 depois de sua morte que acreditava que os principais objetivos de Iwata para o sistema eram fazê-lo portátil e que permitisse a comunicação entre as pessoas. Iwata focou-se nos aspectos técnicos do dispositivo durante esse estágio.

### Relações públicas

Iwata era conhecido por incorporar seu humor nos vídeos Nintendo Direct, como durante uma mensagem exibida na E3 de 2012 quando ele ficou olhando para bananas em silêncio por vários segundos até virar-se para a câmera.

Iwata frequentemente abria mão de realizar aparições na mídia durante seus primeiros anos como presidente, a menos quando algum novo hardware estava sendo anunciado, para poder passar mais tempo programando. Entretanto, sua atitude quanto a isso mudou e eventualmente ele tornou-se parte proeminente das relações públicas da Nintendo. Iwata ajudou a companhia a melhorar suas relações com os fãs ao corresponder-se regularmente com eles através das redes sociais, compartilhando introspecções dos funcionários, jogos e consoles da Nintendo por meio de sua série de entrevistas Iwata Asks. A série começou em setembro de 2006 e sua inspiração veio do passado de Iwata como programador de jogos e sua curiosidade em relação às mentes dos desenvolvedores. Estas entrevistas frequentemente mostravam a camaradagem entre Iwata e outros membros da equipe da companhia já que piadas e risos eram frequentes. Elas também revelavam um lado diferente da normalmente reservada Nintendo: abertura para discutir algumas operações e mentalidades internas da própria empresa.
Iwata ajudou a instituir, em 2011, o Nintendo Direct, uma série de conferências de imprensa online abertas a todos que revelavam os futuros produtos e jogos da Nintendo fora dos típicos canais da indústria. Estes vídeos eram frequentemente peculiares e bem-humorados, refletindo a personalidade do próprio Iwata. Isto ia completamente de encontro aos tons geralmente sérios da Sony e Microsoft. Um desses vídeos mostrava uma batalha de brincadeira entre ele e Reggie Fils-Aimé, presidente da Nintendo of America, com o objetivo de mostrar a inclusão de personagens Mii, avatares digitais da Nintendo, em Super Smash Bros. for Nintendo 3DS e Wii U. Estas situações frequentemente geravam a criação de memes de internet; tais memes incluíam a frase "por favor entenda" que era muitas vezes usada por Iwata para transmitir notícias negativas ou de adiamento de produtos, adicionar "[Iwata dá risada]" em publicações de fóruns em referência a suas risadas em segmentos do Iwata Asks, e imagens dele olhando silenciosamente para um cacho de bananas como parte de uma mensagem pré-gravada para a E3 de 2012 a fim de promover a franquia Donkey Kong.
Iwata acabou se tornando a imagem pública da Nintendo como um subproduto de sua presença no Iwata Asks e Nintendo Direct. Ele gostava de conversar com repórteres e preparava histórias previamente para entretê-los. Iwata se misturava com os entrevistadores e conversava casualmente mesmo quando o tempo não permitia.

### Outros projetos
Iwata ajudou na fundação da Creatures Inc., estabelecida em 1995 por Tsunekazu Ishihara. Ele também auxiliou seu colega e amigo pessoal Shigesato Itoi a estabelecer a Hobonichi em 1998 ao trabalhar como Gerente de TI da companhia. Iwata adquiriu essa posição ao receber um pedido de Itoi um mês antes do lançamento da empresa em 6 de junho para arranjar um website dos sistemas técnicos da Hononichi, algo que ele concordou. Iwata pessoalmente gostava da função e permaneceu no cargo até 2007, mesmo já administrando a Nintendo em tempo integral nessa época. Iwata designou-se para um time de desenvolvimento da HAL Laboratory trabalhando em Super Smash Bros. Melee, logo depois de sua promoção para presidente da Nintendo com o objetivo de continuar sua paixão de programação. Além de seu trabalho na série Brain Age, ele ajudou na produção de outros títulos educacionais como Kanji Sonomama Rakubiki Jiten DS, English Training: Have Fun Improving Your Skills! e Imasara Hito ni Kikenai Otona no Joushikiryoku Training DS. Iwata também trabalhou nas séries Animal Crossing, Mario, Metroid e The Legend of Zelda, dentre outros títulos. Ele também fez uma aparição especial em WarioWare: Smooth Moves. Iwata participou a partir de 2013 do desenvolvimento de Pokémon GO, um jogo para celulares de realidade aumentada. O título foi revelado publicamente em setembro de 2015, dois meses depois de sua morte.

## Doença e morte

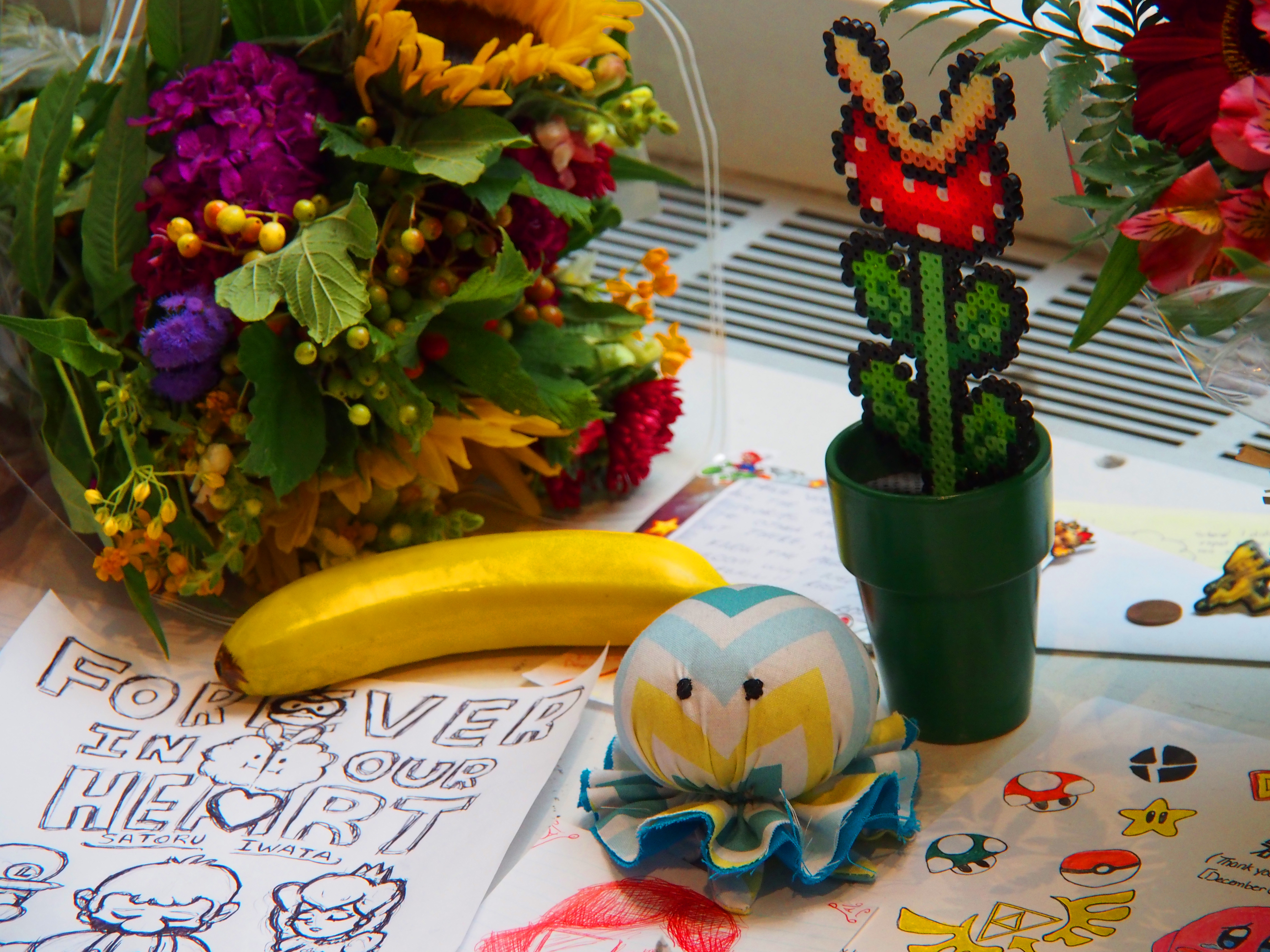
Fãs deixaram artefatos e artes personalizadas de várias séries da Nintendo, como Mario, Kirby e The Legend of Zelda, em homenagem a Iwata na loja Nintendo New York nos Estados Unidos.

A Nintendo anunciou em 5 de junho de 2014 que Iwata não estaria presente na E3 de 2014 devido a razões médicas. Ele mais tarde publicou uma mensagem aos acionistas em 24 de junho dizendo que tinha passado por uma cirurgia na semana anterior para tirar um tumor de seu duto biliar, que tinha sido descoberto durante exames de rotina. Iwata voltou a trabalhar em outubro, por volta de quatro meses depois da cirurgia bem-sucedida. Ele perdeu uma quantidade considerável de peso durante esse período, mas afirmou estar se sentindo mais saudável do que antes. Iwata fez sua primeira aparição pública em um anúncio do Nintendo Direct em 5 de novembro, porém foi descrito como "magro e pálido". Ele aparentemente levou esses comentários na esportiva e atualizou seu próprio avatar Mii em junho de 2015 para refletir seu eu mais magro. Iwata tinha anteriormente em 28 de janeiro pegado uma febre com suspeitas de estar com gripe; uma reunião com os acionistas precisou ser adiada. Ele ficou doente novamente em algum momento desconhecido depois de 26 de junho após comparecer a uma outra reunião com acionistas e foi hospitalizado. Apesar disso, Iwata continuou trabalhando por meio de seu laptop e deu opiniões sobre Pokémon GO para Ishihara. Satoru Iwata acabou morrendo de complicações de seu tumor no dia 11 de julho de 2015 aos 55 anos de idade. Um anúncio formal de sua morte foi feito pela Nintendo no dia seguinte.
As bandeiras na sede da Nintendo foram hasteadas a meio mastro em 12 de julho. Todos os escritórios regionais da empresa ficaram em silêncio no dia 13 em todas as redes sociais em homenagem a Iwata. Membros da indústria dos jogos eletrônicos e fãs expressaram suas tristezas pela morte de Iwata e gratidão por suas realizações. Fãs estabeleceram memoriais temporários ao redor do mundo, incluindo na embaixada japonesa em Moscou, Rússia, e na loja Nintendo New York em Nova Iorque, Estados Unidos. Shuhei Yoshida, presidente da SIE Worldwide Studios, afirmou: "Eu rezo para que o sr. Iwata, que contribuiu tanto para o desenvolvimento da indústria de jogos, descanse em paz". O compositor e diretor Junichi Masuda, mais conhecido por seu trabalho na série Pokémon, comentou: "Ele era um homem que entendia Pokémon, e um grande líder. Ele estava bem quando o visitei outro dia. Rezarei por sua alma do fundo do meu coração". O Instituto Tecnológico de Tóquio publicou em 4 de agosto uma declaração em sua homenagem, com ex-professores e colegas de Iwata contribuindo com suas lembranças. Fils-Aimé fez um tributo a Iwata durante a The Game Awards 2015, descrevendo-o como "destemido" e "único, no sentido completo da palavra".
A fotografia de um arco-íris sobre a sede da Nintendo em Quioto foi postada no Twitter horas depois do anúncio de sua morte e foi amplamente compartilhada; ele foi chamado de "a Estrada Arco-Íris para o céu" em referência a uma das fases da série Mario Kart. Serviços funerários foram realizados em Quioto nos dias 16 e 17 de julho. Apesar do clima ruim causado pelo tufão Nangka, mais de quatro mil pessoas compareceram para prestar homenagens. Depois do velório, seu corpo foi cremado.
Os diretores gerais Shigeru Miyamoto e Genyo Takeda temporariamente assumiram a presidência da Nintendo após a morte de Iwata e administraram a companhia em conjunto. A Nintendo anunciou aproximadamente dois meses depois em 14 de setembro que Tatsumi Kimishima, chefe de sua Divisão de Recursos Humanos e ex-diretor executivo da Nintendo of America, fora escolhido para suceder Iwata como o quinto presidente da empresa.

## Legado
| Satoru Iwata   | No meu cartão de visitas, eu sou um presidente corporativo. Em minha mente, eu sou um desenvolvedor de jogos. Mas em meu coração, eu sou um jogador. | Satoru Iwata |
| — Satoru Iwata | |              |

Iwata ficou conhecido por suas ideias não-convencionais e por mudar a forma dos jogos eletrônicos. Ele era visto como a personificação da Nintendo: brincalhão, peculiar, bem-humorado e divertido. Sua proficiência em programação fez com que muitos colegas de faculdade e trabalho o chamassem de "gênio", com jornalistas e especialistas da indústria o considerando o "Bill Gates japonês". Sua abordagem prática sobre negócios lhe valeu a admiração e respeito tanto dos desenvolvedores quanto dos jogadores. A abertura de seu discurso "Coração de um Jogador" na Game Developers Conference de 2005 é considerada a "essência" de quem era: um empresário humilde dedicado aos jogos eletrônicos. Iwata e outras figuras da Nintendo como Miyamoto são creditados como tendo expandido vastamente o mercado de jogos e criado um novo gênero de jogos para toda a família. Ele evitou uma "luta direta" contra os competidores e foi bem sucedido em seus objetivos ao direcionar-se para um novo público invés de tentar competir com a Sony e Microsoft. Dessa forma, foi chamado de um "revolucionário gentil". O apelo simplista do Nintendo DS e Wii serviram para expandir o mercado. Chris Kohle da Wired afirmou que "graças à Nintendo de Satoru Iwata, todos agora somos jogadores", referindo-se ao surto de popularidade dos jogos eletrônicos depois dos lançamentos do DS e Wii. Apesar de amplamente respeitado, Iwata foi criticado por sua teimosia em levar a Nintendo para o mercado de jogos portáteis. Reggie Fils-Aimé, então presidente da Nintendo of America, comentou após sua morte: "irá demorar anos antes que seu impacto na Nintendo e em toda indústria dos jogos eletrônicos seja completamente apreciado".
Um Amiibo, bonecos temáticos da Nintendo, customizado com o avatar Mii de Iwata foi criado em outubro de 2015 e leiloado no eBay por 1900 dólares; todo o dinheiro foi doado para a organização de caridade Child's Play em sua memória. Ele foi postumamente e unanimemente agraciado com o Prêmio de Conjunto da Obra no Golden Joystick Award de 2015 por sua influência sobre toda indústria dos jogos. Iwata também recebeu postumamente o Prêmio de Conjunto da Obra no DICE Awards de 2016. Ele ainda foi homenageado no Game Developers Choice Awards de 2016 com um curta-metragem animado criado por David Hellman, artista que trabalhou em Braid. Um tributo a Iwata com a inscrição "Este jogo é dedicado aos nosso ala que caiu em batalha" foi colocado no final dos créditos de Star Fox Zero. Um possível tributo a Iwata foi incluído em The Legend of Zelda: Breath of the Wild, um jogo que ainda estava em desenvolvimento na época de sua morte, em que um personagem não jogável muito semelhante em aparência a Iwata pede ajuda ao jogador para alcançar o topo da Montanha Satori em busca ao mítico Senhor da Montanha. Dada as similaridades entre os nomes "Satoru" e "Satori", além do fato do Senhor da Montanha ser visto como um espírito guia, muitos viram a missão paralela como um tributo sutil e elaborado a Iwata.